# 1936 у футболі
Нижче наведені футбольні події 1936 року у всьому світі.

## Засновані клуби
- Б36 Торсгавн (Фарерські острови)
- Бейтар (Єрусалим) (Ізраїль)
- Локомотив (Москва) (Росія)
- Локомотив (Тбілісі) (Грузія)
- Рубін (Росія)
- Чорноморець (Одеса)
- Шахтар (Донецьк)

## Національні чемпіони
- Аргентина: Рівер Плейт
- Англія: Сандерленд
- Іспанія: Атлетік (Більбао)
- Нідерланди: Феєнорд
- Парагвай: Олімпія (Асунсьйон)
- Польща: Рух (Хожув)
- Румунія: Ріпензія
- Україна: весна: , Динамо Київ, осінь  Авангард Краматорськ
- Шотландія: Селтік